# NGC 6313
NGC 6313 (другие обозначения — UGC 10742, MCG 8-31-25, ZWG 252.22, IRAS17090+4823, PGC 59739) — галактика в созвездии Геркулес.
Этот объект входит в число перечисленных в оригинальной редакции «Нового общего каталога».